# میدان نبرد زمین
میدان نبرد زمین یک رمان علمی تخیلی نوشنه رون هابارد نویسنده آمریکایی که در سال ۱۹۸۲ نوشته شده است. بر اساس این کتاب فیلمی به همین نام ساخته شده است.